# ファニー・ガール (ミュージカル)
『ファニー・ガール』（Funny Girl）は、ジューリー・スタイン作曲、ボブ・メリル作詞、イソベル・レナート脚本によるミュージカル。1964年にブロードウェイで初演された。コメディアンでブロードウェイ・スターのファニー・ブライスの半生およびキャリアを基に、起業家でギャンブラーのニッキー・アーンスタインとの波乱万丈の関係を中心とした半自伝的な話となっている。
オリジナル・ブロードウェイ・ミュージカルにおいてバーブラ・ストライサンドが主演し、ブライスの義理の息子のレイ・スタークがプロデュースした。オリジナル・ブロードウェイ・プロダクションはトニー賞において8部門にノミネートされ、2004年、オリジナル・キャスト・レコーディングはグラミーの殿堂入りを果たした。
2022年4月24日、ハーヴェイ・ファイアスタインによる改訂版のブロードウェイ再演が開幕し、ビーニー・フェルドスタインが主演した。2022年9月、リア・ミシェルがファニー役に配役され、2ヶ月後にブロードウェイ・キャスト・レコーディングがリリースされた。

## あらすじ
第二次世界大戦前後のニューヨーク周辺を舞台としている。『ジーグフェルド・フォリーズ』主演のファニー・ブライスは夫のニッキー・アーンスタインの出所を待ちつつ2人の思い出を振り返る。

### 第1幕
10代の少女であるファニーは舞台女優を目指し、初めてヴォードヴィルの職を得る。母親とその友人のストラコシュ夫人は、ファニーが誰もが認める美人ではないためショー・ビジネスを諦めさせようとする("If a Girl Isn't Pretty")。しかしファニーは意志を貫き("I'm the Greatest Star")、ヴォードヴィルで出会ったダンサーのエディ・ライアンに助けられ励まされる。ファニーのキャリアがうまくいくようになり、母親もエディもファニーがブロードウェイで活躍するといずれ自分たちを忘れてしまうだろうと嘆く("Who Taught Her Everything?")。ファニーは勝手に『ジーグフェルド・フォリーズ』のロマンティックな楽曲のオチを妊娠した新婦に変えることでベタなお笑いにして騒動となる("His Love Makes Me Beautiful")。
ファニーは上品でハンサムなニック・アーンスティンと出会い、ヘンリー通りの自宅で行なわれた開幕パーティに同行する。ファニーはニックに恋に落ちると同時に、2人の関係性の複雑な危うさに気付く("People")。その後2人はボルチモアで再会し、豪華なレストランで2人きりでディナーをとり、互いの感情を確かめ合う("You Are Woman, I Am Man")。ニックにはギャンブルの過去があるが、ファニーはニックとの結婚を決意する("Don't Rain on My Parade").

### 第2幕
2人は結婚し、ロングアイランドの豪邸に転居する("Sadie, Sadie")。ストラコシュ夫人とエディはファニーの母親に、娘が応援してくれているから結婚相手を探すべきと提案する("Find Yourself a Man")。ファニーは『ジーグフェルド・フォリーズ』の大スターとなる("Rat-Tat-Tat-Tat")。ニックはジーグフェルドにカジノへの投資を持ちかけ、ジーグフェルドは断るが、ファニーは出資を請う。事業は失敗して金銭を失い、ファニーはこれを軽く考え、ニックはいかがわしい債券取引に関わり横領罪で逮捕される。ファニーは無力さを感じるが、ニックを愛する気持ちは強くなる("The Music That Makes Me Dance")。
ファニーはニックの到着を待ち、自身の状況を顧みる。釈放されたばかりのニックが到着し、2人は別れを決意する。ファニーは傷心するが、自分の人生をやり直そうと決意する("Don't Rain on My Parade (Reprise)")。

## 背景
1940年、スタークはファニー・ブライスとニック・アーンスティンの娘フランシス・ブライスと結婚した。ファニーの半生を語る上で、スタークはブロードウェイ・ミュージカル、映画、そして続編『ファニー・レディ』を制作することとなる。
レイ・スタークはブライスが思い出を口述した録音を基に伝記の執筆を依頼したが、その結果には不満があった。結局、この伝記『The Fabulous Fanny』の出版差し止めに5万ドルがかかった。その後、スタークはベン・ヘクトに伝記的脚本の執筆を依頼し、その後10人の作家が引き継いだが、いずれもスタークは満足しなかった。最終的にイソベル・レナートが執筆した『My Man』がスタークもコロンビア ピクチャーズの重役たちも満足させ、コロンビアはスタークに40万ドルと興行収入のうち何割かを支払うことを提案した。
脚本の読み合わせの後、メアリー・マーティンがスタークに連絡し、ミュージカルの舞台化を提案した。スタークはプロデューサーのデイヴィッド・メリックと作曲家について議論したところ、ジューリー・スタインとスティーヴン・ソンドハイムを勧められた。ソンドハイムはスタインに「ファニー・ブライスの半生記をメアリー・マーティンと共に作りたくない。メアリーはユダヤ人ではない。ユダヤ人の他の女優を探すべきだ」と語った。その直後、マーティンは本作への興味を失い手を引いた。
メリックはジェローム・ロビンズと本作について議論し、ロビンズはアン・バンクロフトに脚本を渡した。バンクロフトは楽曲に関わることを条件にブライス役を引き受けた。メリックはスタインにドロシー・フィールズとのコラボレーションを提案したが、スタインは関心がなかった。1ヶ月間、スタインはフロリダ州パームビーチに滞在してバンクロフトが歌う前提で作曲した。そこでスタインは作詞家のボブ・メリルに会い、「"Who Are You Now?"」や「"The Music That Makes Me Dance"」などの5つのメロディを演奏した。メリルはこれらの曲に作詞することを了承した。スタインはこれに満足し、メリルと共に残りの楽曲を完成させた。スタインとメリルはスターク、ロビンズ、バンクロフトに聴かせるためロサンゼルスに向かった。これ以前よりメリルと個人的な諍いのあったバンクロフトは降板した。
イーディ・ゴーメが候補に挙がったが、自身の夫であるスティーヴ・ローレンスがニック・アーンスティン役を演じるのであれば出演すると語った。制作陣はローレンスがニック役に合わないとして、スタークとロビンズはキャロル・バーネットに打診したが、バーネットは「ファニー役を演じたいが、ユダヤ人女優を探しているのではないか」と断った。スタインは『I Can Get It for You Wholesale』に出演していたバーブラ・ストライサンドこそ適任と考えた。ストライサンドはグリニッジ・ヴィレッジにあるボン・ソワールに出演しており、スタインはロビンズにストライサンドに会いに行くよう勧めた。ロビンズは好印象を持ち、ストライサンドにオーディションを受けるよう要請した。のちにスタインは「ストライサンドは酷い恰好だった。服装は全て古着だった。（ブライスの娘でスタークの妻の）フランシスは嫌悪感を露わにしてストライサンドをじろじろ見ていた」と語った。フランシスの反対に関わらず、スタークはストライサンドを配役した。
ロビンズはレナートと口論となり、スタークに脚本の舞台ミュージカル化に不適格なためレナートを降板させるべきだと語った。スタークはこれを断り、ロビンズは本作から離脱した。
本作は一時的に棚上げされ、スタークはバーネットの『Fade Out – Fade In』など他の作品を手掛けた。その後メリックはボブ・フォッシーを演出家として契約して再始動したが、フォッシーが降板して再度数ヶ月停止した。メリックはスタークにガーソン・ケニンを勧め、これを最後にメリックは離脱してスタークが単独でプロデューサーを務めることとなった。
ケニンが楽曲「"People"」がファニー役に合わないとしてカットを提案し、ストライサンドは演出家をケニンからロビンズに戻して欲しいと主張した。ストライサンドはこの曲をすでにシングルとしてリリースしており、メリルは「ストライサンドの作品史上最高傑作のため本作で使用すべきだ」と語った。この時にはボストンで上演されており、序曲でもメロディが登場するため観客に認知されていた。ケニンは観客の反応を見て残すことに同意した。
リハーサルの間から脚本や楽曲に問題があり、ボストンのシュバート・シアターで開幕した時にはすでに30分間カットされたにもかかわらず長すぎた。批評家らはストライサンドを称賛したが、作品としては好まれなかった。複数の批評家が脚本の問題が解決すればヒットする可能性があるとし、レナートは脚本の手直しを続けてフィラデルフィアに移行する前にさらに30分間カットした。
数週間、ニューヨーク外で上演され、ニューヨーク公演開幕は5回延期となった。フィラデルフィアのフォレスト・シアターとアーランガー・シアターで試験興行が行なわれた。5曲カットされ、シドニー・チャップリン演じるニックが歌うソロ「"You Are Woman"」はデュエットに書き直された。ストライサンドはケニンとは不仲のままで、キャロル・ヘイニーの振付の監督としてロビンズが復帰したことを喜んだ。
ケニンの小説『Smash』は本作の演出時の経験を大まかに基にしている。

## 出演者
|                                        | オリジナル・ブロードウェイ (1964年) | 第1回全米ツアー (1965年) | オリジナル・ウェスト・エンド (1966年)  | オリジナル・オーストラリア (1966年) | ウェスト・エンド再演 (2016年) | ブロードウェイ再演 (2022年)      |
| -------------------------------------- | ----------------------------------- | ------------------------ | -------------------------------------- | ----------------------------------- | ----------------------------- | -------------------------------- |
| ファニー・ブライス                     | バーブラ・ストライサンド            | マリリン・マイケルズ     | バーブラ・ストライサンド               | ジル・ペリーマン                    | シェリダン・スミス            | ビーニー・フェルドスタイン       |
| ニック・アーンスティン                 | シドニー・チャップリン              | アンソニー・ジョージ     | マイケル・クレイグ                     | ブルース・バリー                    | ダリアス・キャンベル          | ラミン・カリムルー               |
| ミセス・ブライス                       | ケイ・メドフォード                  | リリアン・ロス           | ケイ・メドフォード                     | イーヴィ・ヘイズ                    | マリリン・カッツ              | ジェーン・リンチ                 |
| エディ・ライアン                       | ダニー・ミーハン                    | ダニー・キャロル         | リー・アレン                           | ビル・ユール                        | ジョエル・モンタギュー        | ジャレッド・グリムス             |
| フローレンツ・ジーグフェルド・ジュニア | ロジャー・デコヴン                  | リチャード・バック       | ロナルド・リー・ハント                 | ウォルター・サリヴァン              | ブルース・モンタギュー        | ピーター・フランシス・ジェイムス |
| ミセス・ストラコシュ                   | ジーン・ステイプルトン              | ディーナ・ディートリヒ   | ステラ・モレイ                         | マーガレット・クリステンセン        | ゲイ・ソパー                  | トニ・ディボーノ                 |
| エマ                                   | ロイス・ウォレス                    | イザベル・サンフォード   | イザベル・ルーカス                     | テサ・マロス                        | ナターシャ・J・バーンズ       | エフィ・アーディマ               |
| トム・キーニー                         | ジョセフ・マコーリー                | サム・クレセン           | ジャック・カニンガム                   | ウィル・マホニー                    | モーリス・レーン              | マーティン・モラン               |
| ジーグフェルド・テナー                 | ジョン・ランクストン                | レイ・ロックナック       | デイヴィッド・ウェルドン・ウィリアムズ | ギル・ダルツェル                    | フィリップ・バーティオリ      | ダニエル・ビーマン               |

著名な代役
- ブロードウェイ (1964年-1967年)
  - ニック・アーンスティン: ジョニー・デズモンド（英語版）（シドニー・チャップリンの代役）
  - ファニー・ブライス: ミミ・ハインズ（英語版）（バーブラ・ストライサンドの代役）
- ブロードウェイ再演 (2022年–現在)
  - ファニー・ブライス: リア・ミシェル、ジュリー・ベンコ（英語版）（ビーニー・フェルドスタインの代役）
  - ミセス・ブライス: トヴァ・フェルドシャー（英語版）（ジェーン・リンチの代役）

## プロダクション

### ブロードウェイ
プレビュー公演17回上演後、1964年3月26日、ウィンター・ガーデン・シアターにてブロードウェイ公演が開幕し、マジェスティック・シアターに移行し、さらにブロードウェイ・シアターに移行し、1967年7月1日、1,348回上演ののち閉幕した。ガーソン・ケニンが演出、キャロル・ヘイニーがジェローム・ロビンズの監督のもとに振付を担当した。オリジナル・キャストはバーブラ・ストライサンド、シドニー・チャップリンの他、ケイ・メドフォード、ダニー・ミーハン、ジーン・ステイプルトン、そしてストライサンドのアンダースタディでもあったレイニー・カザンであった。公演後期、ストライサンドとチャップマンはミミ・ハインズとジョニー・デズモンドに交代し、ハインズの夫でコメディ・パートナーのフィル・フォードが出演者に加わった。

### ウェスト・エンド
1966年4月13日、ウェスト・エンドにあるプリンス・オブ・ウェールズ・シアターにて開幕した。ローレンス・ケイシャが演出し、ストライサンドがファニー役を再演した。ストライサンドが妊娠して降板した際、アンダースタディで『ミニミニ大作戦』の監督のピーター・コリンソンの妻のリサ・シェーンが後継して閉幕まで演じた。

### オーストラリア
1966年3月4日、シドニーにあるハー・マジェスティ・シアターにてオーストラリア公演が開幕した。ジル・ペリーマンがファニー・ブライス役、ブルース・バリーがニック・アーンスティン役、イーヴィ・ヘイズがブライス夫人役、ビル・ユールがエディ・ライアン役に配役された。
1999年、メルボルンにあるアーツ・センターにて開幕し、キャロライン・オコナーとナンシー・ヘイズが主演した。2016年に再演され、オコナーとヘイズが再度配役された。
2018年7月12日から14日、シドニー・オペラ・ハウスにてコンサート版が上演された。ファニー役は曲によってミケイラ・バナス、ナタリー・バシングウェイト、ケイシー・ドノヴァン (歌手)、ヴァージニア・ゲイ、ヴェリティ・ハント・バラード、デミ・イム、マギー・マキナ、ザーラ・ニューマン、キャロライン・オコナー、クィーニー・ヴァン・デ・ザント、ミーガン・ワシントンが配役された。またニック・アーンスティン役はトレヴァー・アシュリー、ナンシー・ヘイズ、ドン・ヘイニーが配役された。

### 北米ツアー
第1回全米ツアー公演ではファニー役にマリリン・マイケルズ、ニック役にアンソニー・ジョージ、ミセス・ブライス役にリリアン・ロスが配役された。
1996年のツアーではファニー役にデビー・ギブソン、ニック役にロバート・ウェスタンバーグが配役された。1996年10月、ペンシルバニア州ピッツバーグで開幕して30都市を巡業する予定であったが、11月、ウィスコンシン州グリーンベイで早々に閉幕した。
2023年9月9日、2022年のブロードウェイ再演から移行したツアーがロードアイランド州プロビデンスで開幕する予定である。

### ウェスト・エンド再演
2015年、本作初の本格的な再演がメニエ・チョコレート・ファクトリーにて、11月20日にプレビュー公演が、12月2日に本公演が開幕し、2016年3月5日までの限定で上演された。シェリダン・スミスがファニー役、ダリアス・キャンベルがニック役に配役され、マイケル・メイヤーが演出、ハーヴェイ・ファイアスタインが脚本改訂を担当した。1日で全席完売し、メニエの最速記録を更新した。2016年4月9日、ロンドンのサヴォイ・シアターに移行し、9月10日まで上演された。その絶大な人気により10月8日まで延長された。2016年4月28日、スミスが体調不良で上演15分で中断した。アンダースタディのナターシャ・J・バーンズが代役となり、7月8日にスミスが復帰するまで演じ続けた。
2017年2月、メニエのプロダクションがマンチェスターのパレス・シアターに移行し開幕した。非常に評価が高く、スミスとバーンズは全英ツアー公演にも出演した。

### パリ
2019年11月、Théâtre Marignyにて開幕し、クリスティーナ・ビアンコがファニー役に配役され、スティーブン・メアが演出および振付を担当した。高評価を得て、ビアンコにも称賛が寄せられた。上演期間が延長され、当初の予定の倍の期間となった。

### ブロードウェイ再演
2022年、オーガスト・ウィルソン・シアターにてブロードウェイ再演が上演されることとなり、3月26日にプレビュー公演、4月24日に本公演が開幕した。ハーヴェイ・ファイアスタインの改訂脚本にてマイケル・メイヤーが演出を担当した。ビーニー・フェルドスタインがファニー役、ラミン・カリムルーがニック役、ジャレッド・グリムズがエディ役、ジェーン・リンチがミセス・ブライス役に配役された。批評家からの評価は低いものが多かったが、トニー賞においてグリムズがミュージカル助演男優賞にノミネートされた。2022年7月10日、フェルドスタインが9月までの予定に関わらず7月末で降板することを発表した。翌日、9月6日よりフェルドスタインの後継にリア・ミシェルが、リンチの後継にトヴァー・フェルドシャーが配役され、それまでの間、ファニー役はジュリー・ベンコが演じることが発表された。2022年8月9日、リンチは9月までの予定に関わらず、8月14日で降板することを発表し、フェルドシャーの出演が始まるまでスタンドバイのリズ・マッカートニーがミセス・ブライス役を演じることとなった。
ミュージカルドラマ『glee/グリー』においてリア・ミシェル演じるレイチェル・ベリーが『ファニー・ガール』ブロードウェイ第1回再演でファニー役を獲得するストーリーに類似している。ミシェルはフェルドスタインより歌唱力が優れているなど批評家からの評価が高かった。

### その他のプロダクション
2002年9月23日、ニューヨークのニュー・アムステルダム・シアターにてアクターズ・ファンドのチャリティが行なわれ、コンサート版が上演された。キャロリー・カーメロ、クリスティン・チェノウェス、サットン・フォスター、アナ・ガスタイアー、ウーピー・ゴールドバーグ、ジェーン・クラコウスキー、ジュディ・クーン、ジュリア・マーニ―、ラチャンズ、リッキー・レイク、アンドレア・マーティン、イディナ・メンゼル、ビビ・ニューワース、ケイ・バラード、アリス・プレイトン、リリアス・ホワイト、レン・キャリオー、ジェイソン・ダニエリー、ピーター・ギャラガー、ゲイリー・ビーチ、ロケッツなどが出演した。
地方劇団でも度々上演されている。2001年4月から5月、ニュージャージー州ミルバーンのペーパー・ミル・プレイハウスで上演され、レスリー・クリッツァー、ロバート・クチオリが出演した。2009年3月から6月、ニューヨーク州エルムスフォードのウェストチェスター・ブロードウェイ・シアターで上演され、ジル・エイブラモヴィッツがファニー役を演じた。2009年12月から2010年3月7日、イリノイ州オークブルック・テラスのドルリー・レーン・オークブルックで上演され、劇団の芸術監督ウィリアム・オーステックと共にゲイリー・グリフィンが演出し、サラ・シェパードなどが出演した。
バーレット・シャー演出による再演が、2012年1月、ロサンゼルスのアーマンソン・シアターで開幕し、ローレン・アンブローズがファニー役、ボビー・カナヴェイルがニック役に配役され、その後2012年4月にブロードウェイに移行することが発表された。しかし2011年11月3日、プロデューサーのボブ・ボイットが経済的理由による延期を発表した。
2016年、イスラエルで開幕したが、ファニー役の配役で議論を巻き起こした。当初、フリーランスの女優Tali Orenが配役されていたが、Beit Lessin Theatreの女優Mia Daganにオファーされた。ニック役にはAmos Tamamが配役された。

## キャスト・アルバム
キャスト・アルバムについて、ストライサンドのレーベルであるコロムビア・レコードが制作を断ったため、1964年、キャピトル・レコードからリリースされた。『ビルボード』誌で最高第2位にランクインし、ゴールドディスクに認定された。1987年、キャピトル・レコードからCDがリリースされ、1992年、EMIのブロードウェイ・エンジェルからCDがリリースされた。2014年4月29日、50周年ボックスセットがリリースされ、LP、リマスターCD、48ページのオリジナル・ブロードウェイ公演の写真集が同梱された。
2022年11月18日、リア・ミシェルが出演するブロードウェイ・キャストによる新たなレコーディングがデジタル配信された。ミシェルを含む出演者らはその歌唱力で称賛され、このアルバムは『ビルボード』誌のキャスト・アルバム・チャートで第1位を獲得した。

## 使用楽曲
初期段階で多くの楽曲が試用され、カットされた
。

### オリジナル・プロダクション
| 第1幕 - "Overture" – オーケストラ - "If a Girl Isn't Pretty" – ミセス・ストラコシュ, ミセス・ブライス, エディ、人々 - "I'm the Greatest Star" – ファニー - "Cornet Man" – ファニー, スナブ・テイラー、キーニー・コーラス - "Who Taught Her Everything?" – ミセス・ブライス、エディ - "His Love Makes Me Beautiful" – ジーグフェルド・テナー, ジーグフェルド・ガールズ、ファニー - "I Want to Be Seen with You Tonight" – ニック、ファニー - "Henry Street" – ヘンリー通りの隣人たち - "People" – ファニー - "You Are Woman" – ニック、ファニー - パレードに雨を降らせないで "Don't Rain on My Parade" – ファニー | 第2幕 - "Sadie, Sadie" – ファニー、友人たち - "Find Yourself a Man" – ミセス・ストラコシュ, ミセス・ブライス、エディ - "Rat-Tat-Tat-Tat" – ジーグフェルド・カンパニー、ファニー - "Who Are You Now?" – ファニー - "The Music That Makes Me Dance" – ファニー - パレードに雨を降らせないで "Don't Rain on My Parade" (Reprise) – ファニー |

### 2016年、ウェスト・エンド再演
| 第1幕 - "Overture" – オーケストラ - "If a Girl Isn't Pretty" – ミセス・ブライス, ミセス・ミーカー, ミセス・ストラコシュ, ミスター・キーニー, エディ、キーニー・カンパニー - "I'm the Greatest Star" – ファニー - "I'm the Greatest Star (Reprise)" – ミセス・ブライス、ファニー - "Cornet Man" – ファニー、キーニー・カンパニー - "His Love Makes Me Beautiful" – ジーグフェルド・テナー, ファニー、ジーグフェルド・カンパニー - "I Want to Be Seen with You Tonight" – ニック、ファニー - "Henry Street" – ミセス・ミーカー, ミセス・ブライス, ミセス・ストラコシュ、ヘンリー通りの隣人たち - "People" – ファニー - "You Are Woman" – ニック、ファニー - パレードに雨を降らせないで "Don't Rain on My Parade" – ファニー | 第2幕 - "Entr'acte" – オーケストラ - パレードに雨を降らせないで "Don't Rain on My Parade (Reprise I)" – ファニー - "Sadie, Sadie" – ファニー、友人たち - "Who Taught Her Everything?" – エディ、ミセス・ブライス - "Temporary Arrangement" – ニック、ビジネスマン - "Rat-Tat-Tat-Tat" – ファニー、ジーグフェルド・カンパニー - "Who Are You Now? / People (Reprise)" – ファニー、ニック - "The Music That Makes Me Dance / Dream Ballet" – ファニー - "Funny Girl / Don't Rain On My Parade (Reprise II)" – ファニー - "Bows / People (Reprise II)" – 出演者全員 |

### 2022年、ブロードウェイ再演
| 第1幕 - "Overture" – オーケストラ - "Who Are You Now?" – ファニー - "If a Girl Isn't Pretty" – ミセス・ブライス, ミセス・ミーカー, ミセス・ストラコシュ, ミスター・キーニー, エディ、キーニー・カンパニー - "I'm the Greatest Star" – ファニー - "I'm the Greatest Star (Reprise)" – ミセス・ブライス、ファニー - "Cornet Man" – ファニー、コルネット・マン - "His Love Makes Me Beautiful" – Ziegfeld Tenor, ファニー, アンサンブル - "I Want to Be Seen with You Tonight" – ニック、ファニー - "Henry Street" – カンパニー - "People" – ファニー - "You Are Woman" – ニック、ファニー - パレードに雨を降らせないで "Don't Rain on My Parade" – ファニー | 第2幕 - "Entr'acte" – オーケストラ - パレードに雨を降らせないで "Don't Rain on My Parade (Reprise)" – ファニー - "Sadie, Sadie" – ファニー、カンパニー - "Who Taught Her Everything?" – ミセス・ブライス、エディ - "You Are Woman, I Am Man (Reprise) / Henry Street (Reprise)" – ニック、フォリーズ・ガールズ - "Temporary Arrangement" – ニック、男性たち - "Rat-Tat-Tat-Tat" – ファニー、アンサンブル - "Who Are You Now? (Reprise) / People (Reprise)" – ファニー、ニック - "You're a Funny Girl / Beekman Call" – ニック - "What Do Happy People Do?" – フォリーズ・ガールズ - "The Music That Makes Me Dance" – ファニー - "Dream Ballet" – オーケストラ - "Funny Girl / Don't Rain On My Parade (Reprise II)" – ファニー - "Bows / People (Reprise II)" – カンパニー |

## 受賞歴

### オリジナル・ブロードウェイ・プロダクション
| 年   | 賞       | 部門                           | ノミネート者                      | 結果       |
| ---- | -------- | ------------------------------ | --------------------------------- | ---------- |
| 1964 | トニー賞 | ミュージカル作品賞             | ミュージカル作品賞                | ノミネート |
| 1964 | トニー賞 | ミュージカル主演男優賞         | シドニー・チャップリン            | ノミネート |
| 1964 | トニー賞 | ミュージカル主演女優賞         | バーブラ・ストライサンド          | ノミネート |
| 1964 | トニー賞 | ミュージカル助演男優賞         | ダニー・ミーハン                  | ノミネート |
| 1964 | トニー賞 | ミュージカル助演女優賞         | ケイ・メドフォード                | ノミネート |
| 1964 | トニー賞 | 振付賞                         | キャロル・ヘイニー                | ノミネート |
| 1964 | トニー賞 | 作詞作曲家賞                   | ジューリー・スタイン ボブ・メリル | ノミネート |
| 1964 | トニー賞 | ミュージカル・プロデューサー賞 | レイ・スターク                    | ノミネート |

### 2016年、ウェスト・エンド再演
| 年   | 賞                             | 部門                           | ノミネート者           | 結果       |
| ---- | ------------------------------ | ------------------------------ | ---------------------- | ---------- |
| 2016 | Evening Standard Theatre Award | ミュージカル・パフォーマンス賞 | シェリダン・スミス     | ノミネート |
| 2017 | Whatsonstage.com Awards        | 再演ミュージカル作品賞         | 再演ミュージカル作品賞 | 受賞       |
| 2017 | Whatsonstage.com Awards        | ミュージカル主演女優賞         | シェリダン・スミス     | ノミネート |
| 2017 | Whatsonstage.com Awards        | ミュージカル助演男優賞         | ジョエル・モンタギュー | ノミネート |
| 2017 | Whatsonstage.com Awards        | 演出賞                         | マイケル・メイヤー     | ノミネート |
| 2017 | Whatsonstage.com Awards        | 衣裳デザイン賞                 | マシュー・ライト       | ノミネート |
| 2017 | ローレンス・オリヴィエ賞       | 再演ミュージカル作品賞         | 再演ミュージカル作品賞 | ノミネート |
| 2017 | ローレンス・オリヴィエ賞       | ミュージカル主演女優賞         | シェリダン・スミス     | ノミネート |

### 2022年、ブロードウェイ再演
| 年   | 賞                       | 部門                       | ノミネート者               | 結果       |
| ---- | ------------------------ | -------------------------- | -------------------------- | ---------- |
| 2022 | トニー賞                 | ミュージカル助演男優賞     | ジャレッド・グリムズ       | ノミネート |
| 2022 | ドラマ・デスク・アワード | ミュージカル助演男優賞     | ジャレッド・グリムズ       | ノミネート |
| 2022 | ドラマ・デスク・アワード | 振付賞                     | Ayodele Casel              | ノミネート |
| 2022 | ドラマ・デスク・アワード | ミュージカル衣裳デザイン賞 | スーザン・ヒルファーティ   | ノミネート |
| 2022 | ドラマ・リーグ・アワード | 再演ミュージカル作品賞     | 再演ミュージカル作品賞     | ノミネート |
| 2022 | ドラマ・リーグ・アワード | ミュージカル演出賞         | マイケル・メイヤー         | ノミネート |
| 2022 | ドラマ・リーグ・アワード | 演技賞                     | ビーニー・フェルドスタイン | ノミネート |
| 2022 | ドラマ・リーグ・アワード | 演技賞                     | ジェーン・リンチ           | ノミネート |

## 映画化
1968年、ウィリアム・ワイラー監督による映画版『ファニー・ガール』が公開された。ストライサンドがファニー役を再演し、オマー・シャリフがニック役を演じた他、ケイ・メドフォードがミセス・ブライス役を再演し、ウォルター・ピジョンがジーグフェルド役に配役された。ストライサンドはアカデミー主演女優賞、ゴールデングローブ主演女優賞を受賞した。アカデミー作品賞を含む多くの賞にノミネートされ、1968年の映画において興行収入トップとなった。